# Maut in Polen

Übersicht über die geltenden Straßengebühren für die verschiedenen Fahrzeugklassen

In Polen ist eine streckenabhängige Maut (poln.: myto; auch opłaty drogowe → wörtlich: Straßengebühren) auf ausgewählten Straßenabschnitten für Kraftfahrzeuge zu entrichten. Dabei muss zwischen dem Betreiber, der staatlichen GDDKiA und den drei Konzessionären unterschieden werden, da unterschiedliche Mautsysteme eingesetzt werden.
Auf einzelnen von der GDDKiA betriebenen Straßenabschnitten ist für alle Kraftfahrzeuge mit einem zulässigen Gesamtgewicht von mehr als 3,5 Tonnen (u. a. Lastkraftwagen) ein als viaTOLL bezeichnetes elektronisches Streckenmautsystem eingeführt, das von Kapsch betrieben wird und am 1. Juli 2011 die Vignettenmaut ersetzt hat. Bei Fahrzeugen mit Anhänger gilt nicht das zulässige Gesamtgewicht des Zugfahrzeugs als Bemessungsgrundlage, sondern das zulässige Gesamtzuggewicht.
Für Kraftfahrzeuge mit einem zulässigen Gesamtgewicht von weniger als oder gleich 3,5 Tonnen (u. a. Personenkraftwagen) besteht auf zwei Teilstrecken der von der GDDKiA betriebenen Autobahnen Mautpflicht. Die Maut ist manuell an Mautstellen oder seit dem 1. Juni 2012 auch elektronisch mittels des viaTOLL-Systems für Pkw zu entrichten.
Auf allen von den Konzessionären betriebenen Autobahnabschnitten gilt für alle Kraftfahrzeuge eine Streckenmaut, die manuell an den Mautstellen zu entrichten ist.

## Geschichte und Gesellschaften

Überblick über die unterschiedlichen Betreiber:

Aufgrund mangelnder öffentlicher Gelder zur Verbesserung der Infrastruktur entschied die Regierung Mitte der 1990er Jahre, die Kontrolle über die Modernisierung vorhandener sowie den Bau neuer Autobahnabschnitte einem Konzessionär zu überlassen und das Geld dazu über Mauteinnahmen einzunehmen. 1997 wurden drei Konzessionen drei verschiedenen Aktiengesellschaften für den Betrieb der Autobahnabschnitte der Autobahn A1 Gdańsk – Toruń (152 km), Autobahn A2 Świecko – Konin-Zachód/Modła (253 km) und Autobahn A4 Katowice – Kraków (60,9 km) erteilt.

### Gdańsk Transport Company

Logo des Betreibers Gdańsk Transport Company

Im August 1997 wurde entschieden, der Aktiengesellschaft Gdańsk Transport Company S.A. die bis 2039 dauernde Konzession für den nördlichen Abschnitt der Autobahn A1 zu erteilen. Im August 2004 wurde der erste Konzessionsvertrag zur Finanzierung, dem Bau und Betrieb des Abschnittes zwischen Gdańsk und Nowe Marzy (89,5 km) erteilt. Der Bau begann am 29. Juli 2005 und wurde am 17. Oktober 2008 beendet. In der Zwischenzeit wurde um den Bau des zweiten Abschnittes von Nowe Marzy bis Toruń (62,4 km) gerungen. Mitte 2006 und im Januar 2007 entschied die GDDKiA, den Abschnitt aus staatlichen Mitteln zu finanzieren und die Konzession mit GTC zu streichen. Da die GTC den Streit vor dem Woiwodschaftsverwaltungsgerichtshof in Warschau gewinnen konnte, wurden im Februar 2008 Gespräche gestartet und dann im August der zweite Konzessionsvertrag unterschrieben. Der Bau begann am 25. August 2008 und wurde am 14. Oktober 2011 beendet. Seit Februar 2012 ist der komplette, von der GTC betriebene Abschnitt mautpflichtig.

### Autostrada Wielkopolska

Logo des Betreibers Autostrada Wielkopolska

1997 wurde der erste Konzessionsvertrag mit der Aktiengesellschaft Autostrada Wielkopolska S.A. (AW S.A.) zur Finanzierung, dem Bau und Betrieb des Abschnittes der Autobahn A2 zwischen Świecko und Stryków (360 km) beschlossen. 1999 strich die Regierung wieder den Abschnitt vom Knoten Konin-Zachód/Modła bis Knoten Stryków aus dem Konzessionsvertrag und beauftragte die GDDKiA zu dessen Bau. Nun sollte AW S.A. bis 2037 den Abschnitt zwischen Świecko und dem Knoten Konin-Zachód (253 km) betreiben. Als erste Etappe erfolgte die Modernisierung bestehender Autobahn sowie die Vervollständigung des Abschnittes Nowy Tomyśl – Konin-Zachód (148 km). Im Oktober 2004 wurden die Arbeiten abgeschlossen. Ab 2006 wurde der Bau der zweiten Etappe Świecko – Nowy Tomyśl (104,5 km) geplant. Es kam immer wieder aufgrund von der AW S.A. vorgeschlagenen, zu hohen Baukosten und kleinen Änderungen in Planungsdokumenten zu Verzögerungen. Am 29. August 2008 wurde schließlich ein Vertrag zum Bau und Betrieb der zweiten Etappe unterschrieben, indem deren Fertigstellung in der ersten Hälfte 2012 vorgeschrieben wurde. Die Verkehrsübergabe erfolgte schon am 1. Dezember 2011, die Mautpflicht folgte am 20. Mai 2012.

### Stalexport Autostrada Małopolska

Logo des Betreibers Stalexport Autostrada Małopolska

Am 19. September 1997 wurde der Konzessionsvertrag mit der Aktiengesellschaft Stalexport Autostrady S.A. für den Abschnitt der Autobahn A4 von Katowice nach Kraków (60,9 km) unterzeichnet. Darin wurde vereinbart, dass die Autobahn während der Konzession modernisiert und an die Standards einer Autobahn angepasst wird. 2027 wird die Konzession enden und die modernisierte Autobahn wieder verstaatlicht. Die Mautpflicht wurde am 3. April 2000 gestartet. Der Vertrag beschränkt die Möglichkeit des Ausbaus parallel zum Autobahnabschnitt befindlicher Straßen zum Autobahnabschnitt. Jegliche Modernisierung oder Ausbau einer parallelen Straße kann als Konkurrenz betrachtet werden und mit Entschädigungen für den Betreiber enden. Zusätzlich hat der Staat keinen Einfluss auf die Höhe der Maut und kann über Mauterhöhungen nicht entscheiden. Am 28. Juli 2004 übertrug das polnische Verkehrsministerium die Konzession auf die Tochtergesellschaft Stalexport Autostrada Małopolska S.A.
Die Mautpflicht wurde am 3. April 2000 gestartet. Von 2003 bis 2009 erfolgte die erste Modernisierung des Abschnittes. Die komplette Fahrbahndecke und 31 Brücken wurden erneuert, 10 Kilometer an Lärmschutzwänden neu gebaut. Von 2010 bis 2012 erfolgte die nächste Modernisierungsetappe. Darin wurden hauptsächlich die restlichen 22 Brücken erneuert. In weiteren Etappen sind der Bau von weiteren Raststätten, der Neubau von Grünbrücken, der Umbau der Knoten Mysłowice, Rudno und Jaworzno-Byczyna sowie der komplette Austausch der Fahrbahndecke geplant.

## Maut für Kraftfahrzeuge ≤ 3,5 t (Pkw-Maut)
Für alle Kraftfahrzeuge unter oder gleich 3,5 Tonnen sowie Anhängergespanne mit einem Gesamtzuggewicht unter oder gleich 3,5 Tonnen muss zwischen den Betreibern des Autobahnabschnittes unterschieden werden.

### GDDKiA

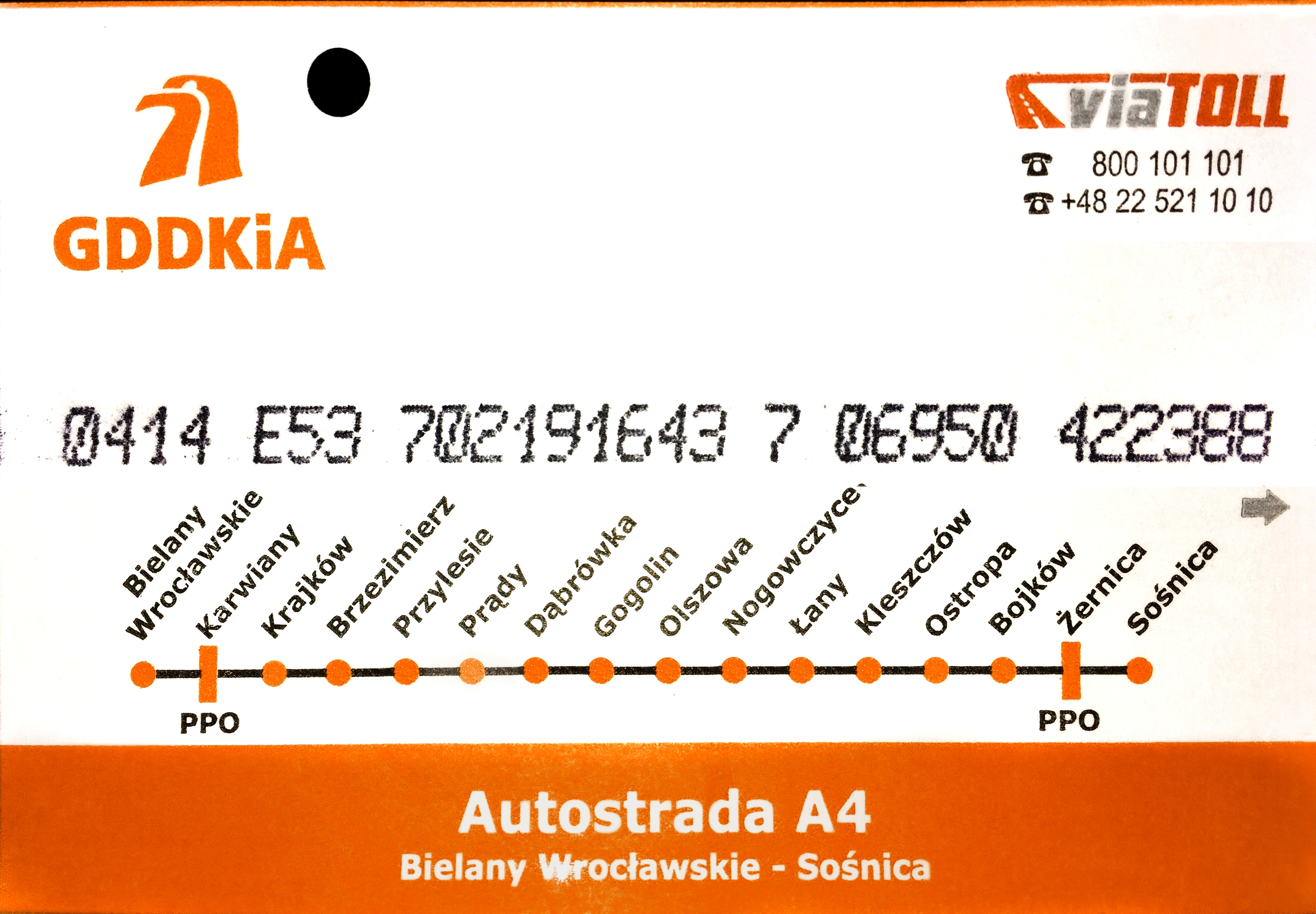
Mautticket des Betreibers GDDKiA für einen Pkw auf der A4

Handelt es sich um folgende, von der GDDKiA betriebenen Abschnitte, dann beträgt die Maut für Motorräder (Kategorie 1) 0,05 Złoty/km, für Personenkraftwagen (Pkw) bis zu 3,5 Tonnen (Kategorie 2) 0,10 Złoty/km. Außerdem kann die Mautabgabe neben den Mautstellen auch über das viaTOLL-System mittels des als viaAUTO genannten Mautgerätes erfolgen.
- Autobahn A2: Konin – Łódź (Lodz) (~104 km; geschlossenes System)
- Autobahn A4: Wrocław (Breslau) – Gliwice (Gleiwitz) (~164 km; geschlossenes System)

### Konzessionär
Auf folgenden, von den drei Konzessionären betriebenen Autobahnabschnitten ist eine Streckenmaut, die manuell an den Mautstellen erfolgt, eingerichtet.
- Autobahn A1: Gdańsk (Danzig) – Toruń (Thorn) (~152 km; geschlossenes System)
- Autobahn A2: Rzepin – Nowy Tomyśl (Neutomischel) – Konin
  - Rzepin – Nowy Tomyśl (~85 km; geschlossenes System)
  - Nowy Tomyśl – Poznań-Zachód (~45 km; geschlossenes System)
  - Poznań-Wschód – Konin (~75 km; teilweise offenes System)
- Autobahn A4: Katowice (Kattowitz) – Kraków (Krakau) (~61 km; offenes System)

Die Mauttarife richten sich nach Fahrzeugkategorie und nach gefahrenen Kilometern (bei geschlossenen Systemen) bzw. nach einer von vornherein festgelegten Gebühr (bei offenem System).
| Fahrzeugkategorie | Fahrzeugkategorie                            | Gdańsk Transport Company Autobahn A1 Rusocin - Nowa Wieś | Autostrada Wielkopolska Autobahn A2 | Autostrada Wielkopolska Autobahn A2 | Autostrada Wielkopolska Autobahn A2 | Stalexport Autostrada Małopolska Autobahn A4 Katowice - Kraków |
| Nr.               | Beschreibung                                 | Gdańsk Transport Company Autobahn A1 Rusocin - Nowa Wieś | Rzepin – Nowy Tomyśl                | Nowy Tomyśl – Poznań-Zachód         | Poznań-Wschód – Konin               | Stalexport Autostrada Małopolska Autobahn A4 Katowice - Kraków |
| ----------------- | -------------------------------------------- | -------------------------------------------------------- | ----------------------------------- | ----------------------------------- | ----------------------------------- | -------------------------------------------------------------- |
| 1                 | Motorräder                                   | 0,16 Złoty/km (29,90 Złoty)                              | 18,00 Złoty (0,21 Złoty/km)         | 20,00 Złoty (0,35 Złoty/km)         | 40,00 Złoty (0,39 Złoty/km)         | 10 Złoty (0,15 Złoty/km)                                       |
| 1                 | Kraftfahrzeuge mit zwei Achsen ohne Anhänger | 0,16 Złoty/km (29,90 Złoty)                              | 18,00 Złoty (0,21 Złoty/km)         | 20,00 Złoty (0,35 Złoty/km)         | 40,00 Złoty (0,39 Złoty/km)         | 20 Złoty (0,30 Złoty/km)                                       |

Stand: Mai 2018

### Mautsysteme und mautfreie Strecken

#### Geschlossenes System
Die meisten Strecken werden im „geschlossenen System“ betrieben, d. h. die Höhe der Maut bestimmt sich nach der zurückgelegten Entfernung und der benutzten Straße sowie der Fahrzeugklasse.

#### Offenes System
Einige wenige Strecken werden im „offenen System“ betrieben. Hierbei wird für einen Streckenabschnitt mit mehreren Autobahnknoten, unabhängig von der zurückgelegten Entfernung, nur ein Pauschalbetrag erhoben.

#### Mautfreie Strecken
In Zukunft sollen die polnischen Autobahnen A1, A2 und A4 auf fast allen Abschnitten mautpflichtig sein.
Die Autobahnen A6, A8 und A18 und alle Schnellstraßen sind mautfrei. Einige Autobahnabschnitte im Bereich der Großstädte (u. a. Breslau, Posen, Łódź, Warschau, Rzeszów) sind mautfreie Umfahrungen.

### Entrichtung der Maut
Im „geschlossenen System“ zieht man an der Einfahrtstation an einem Automaten eine Mautkarte. Diese gibt man an der Ausfahrtstation ab und bezahlt die berechnete Maut. Geht bei Fahrten im „geschlossenen System“ die Einfahrtkarte verloren, so wird die Fahrt von der entferntesten Einfahrt berechnet. Bei den von der GDDKiA betriebenen Abschnitten kann die Maut über das als viaAUTO genannte Mautgerät erfolgen. Auf dafür ausgewiesenen Fahrstreifen, sowohl an den Einfahrt- als auch Ausfahrtstationen, kann man mit max. 40 km/h an die Schranke heranfahren. Das System erkennt das Mautgerät im Fahrzeug und öffnet die Schranke automatisch.
Im „offenen System“ wird sowohl an der Mautstelle an der Einfahrt als auch an der Mautstelle bei der Ausfahrt eines Streckenabschnitts kassiert.

## Maut für Kraftfahrzeuge ab 3,5 t (Lkw-Maut)
Für alle Kraftfahrzeuge über 3,5 Tonnen muss zwischen den Betreibern des Autobahnabschnittes unterschieden werden. Die 3,5 t-Grenze gilt hierbei auch für das Gesamtzuggewicht einer Kraftfahrzeug-Anhänger-Kombination, selbst wenn das Kraftfahrzeug selbst deutlich unter 3,5 t zGG hat.

### GDDKiA / viaTOLL
Auf von der GDDKiA betriebenen Straßen ist ein als viaTOLL benanntes elektronisches Streckenmautsystem eingerichtet, das ab dem 1. Juli 2011 die Vignettenmaut ersetzt hat. Das neue System wurde anfangs auf ungefähr 1565 km Autobahnen, Schnell- und Landesstraßen installiert. In der ersten Ausbaustufe am 1. Juli 2012 wurde das System um 325,5 km Straßen, in der zweiten Ausbaustufe am 12. Januar 2013 um 139,2 km, in der dritten Ausbaustufe am 30. März 2013 um weitere 162,3 km ausgeweitet. Am 31. Oktober und 1. Dezember 2013 wurde das Netz um rund 340 km bzw. 120 km erweitert. Am 1. September und 1. Oktober 2014 kamen Straßen mit einer Gesamtlänge von 264 km hinzu. Somit ist das System aktuell auf insgesamt 2856 Straßenkilometern installiert. Nach derzeitigen Planungen soll das Netz von gebührenpflichtigen Straßen im Jahr 2018 auf 7000 km ausgeweitet werden. Von Juli 2011 bis Ende Februar 2013 konnten 1,475 Mrd. Złoty (entspricht 369 Mio. Euro) eingenommen werden. Es gilt für alle Kraftfahrzeuge, die ein zulässiges Gesamtgewicht von 3,5 Tonnen überschreiten, darunter z. B. Pkw mit Anhänger und Lkw.

#### Übersicht
Derzeit gilt das viaTOLL-System auf folgenden Straßenabschnitten:
| - Autobahn A1: - Knoten (Kn.) Czerniewice – Kn. Łódź-Północ (141,4 km) - Kn. Tuszyn – Kn. Piotrków Tryb.-Południe (16,3 km) - Kn. Pyrzowice − Gorzycze (Landesgrenze) (91,1 km) - Autobahn A2: - Kn. Konin-Zachód – Kn. Konotopa (193 km) - Umfahrung Mińsk Mazowiecki (Choszczówka Stojecka – Kn. Kałuszyn; 18,9 km) - Autobahn A4: - Zgorzelec (Landesgrenze) − Kn. Katowice-Murckowska (344 km) - Kn. Balice I – Kn. Tarnów-Północ (111,4 km) - Kn. Dębica-Wschód – Kn. Rzeszów-Wschód (43,8 km) - Kn. Jarosław-Zachód – Kn. Korczowa (43,8 km) - Autobahn A6: - Kołbaskowo (Landesgrenze) – Kn. Szczecin-Kijewo (22 km) - Autobahn A8: - Kn. Wrocław-Południe – Kn. Wrocław-Psie Pole (22,3 km) - Autobahn A18: - Kn. Golnice − Kn. Krzyżowa (7 km) | - Schnellstraße S1: - Kn. Pyrzowice – Kn. Podwarpie (11,5 km) - Dąbrowa Górnicza – Tychy (35 km) - Kn. Bielsko-Biała -Komorowice – Cieszyn (Landesgrenze) (33 km) - Schnellstraße S2: - Kn. Konotopa – Kn. Warszawa-Puławska (15,2 km) - Schnellstraße S3: - Kn. Goleniów-Północ – Kn. Szczecin-Kijewo (26,7 km) - Kn. Szczecin-Klucz – Kn. Gorzów-Południe (89,1 km) - Kn. Międzyrzecz-Południe – Kn. Nowa Sól-Zachód (78,2 km) - Schnellstraße S5: - Kn. Stryszek – Kn. Białe Błota (8,6 km) - Kn. Gniezno-Południe – Kn. Poznań-Wschód (34 km) - Schnellstraße S6: Kn. Gdynia – Kn. Rusocin (37,8 km) - Schnellstraße S7: - Kn. Gdańsk-Południe – Kn. Żuławy-Zachód (16,6 km) - Kn. Elbląg-Południe – Kn. Miłomłyn-Południe (57,7 km) - Kn. Olsztynek-Zachód – Kn. Rączki (20,6 km) - Umgehung von Płońsk (3,68 km) - Kn. Kroczewo – Kn. Czosnów (13,6 km) - Grójec – Jedlińsk (45,7 km) - Skarżysko Kamienna – Kn. Kielce-Południe (47,5 km) - Kn. Jędrzejów-Północ – Kn. Jędrzejów-Wschód (1,2 km) - Kn. Kraków-Rybitwy – Kn. Kraków-Bieżanów (2,7 km) - Kn. Kraków-Modlniczka – Kn. Balice I (~3,5 km) - Kn. Myślenice – Kn. Lubień (16,4 km) - Schnellstraße S8: - Kn. Wrocław-Psie Pole – Kn. Wieluń (100,7 km) - Kn. Łask – Kn. Rzgów (23,9 km) - Kn. Piotrków Tryb.-Zachód – Kn. Radziejowice (95,3 km) - Kn. Kn. Konotopa – Kn. Warszawa-Powązkowska (10,4 km) - Kn. Warszawa-Modlińska – Kn. Marki (7 km) - Radzymin – Wyszków (35,4 km) - Umgehung von Ostrów Mazowiecka (7,6 km) - Kn. Zambrów-Zachód – Kn. Zambrów-Wschód (7,8 km) - Schnellstraße S10: - Kn. Stargard Szcz.-Zachód – Kn. Stargard Szcz.-Wschód (12,2 km) - Kn. Toruń-Nieszawka – Kn. Toruń-Południe (11,2 km) - Schnellstraße S11: - Kn. Poznań-Tarnowo Podgórne – Kn. Poznań-Zachód (11,8 km) - Kn. Poznań-Krzesiny – Kn. Kórnik-Południe (14,0 km) - Schnellstraßen S12/S17: - Kn. Kurów-Wschód – Kn. Jastków (23,0 km) - Kn. Lublin-Felin – Kn. Piaski-Zachód (14,6 km) - Schnellstraße S14: - Kn. Pabianice-Północ – Kn. Róża (11,7 km) - Schnellstraße S19: - Stobierna – Kn. Rzeszów-Wschód (6,9 km) - Kn. Rzeszów-Zachód – Kn. Świlcza (4,5 km) - Schnellstraße S22: - Elbląg – Grzechotki (Landesgrenze) (51,7 km) - Schnellstraße S79: - Kn. Warsz.-Marynarska – Kn. Warsz.-Południe (4,8 km) | - Landesstraße 4: - Rzeszów – Kn. Jarosław-Tuczempy (64,4 km) - Landesstraße 6: - Gościcino – Grenze der Stadt Gdynia (19,7 km) - Landesstraße 7: - Płońsk – Kn. Kroczewo (21,6 km) - Czosnów – Grenze der Stadt Warszawa (13,9 km) - Grenze der Stadt Warszawa – Grójec (31,2 km) - Grenze der Stadt Kraków – Myślenice (22,6 km) - Landesstraße 10: - Grenze der Stadt Szczecin – Kn. Stargard Szcz.-Zachód (13,7 km) - Landesstraße 18: - Olszyna (Landesgrenze) – Golnice (70,6 km) - Landesstraße 77: - Radymno – Przemyśl (13,7 km) - Landesstraße 79: - Grenze der Stadt Jaworzno − Kn. Kraków-Modlniczka (~37,8 km) - Landesstraße 81: - Grenze der Stadt Katowice – Skoczów (50,3 km) - Landesstraße 90: - Jeleń – Baldram (26,6 km) - Landesstraße 91: - Łysomice – Kn. Świecie (41,7 km) - Pruszcz Gdański – Kn. Nowe Marzy (99,3 km) - Landesstraße 92: - Kreuzung mit der Woiwodschaftsstraße 305 – Grenze der Stadt Poznań (57,5 km) - Grenze der Stadt Poznań – Września (37,4 km) - Kn. Września-Zachód – Kn. Konin-Zachód (46,9 km) - Landesstraße 94: - Grenze der Stadt Dąbrowa Górnicza – Grenze der Stadt Kraków (47,1 km) |

Stand: 1. Oktober 2014

#### Entrichtung der Maut
Die Mauttarife richten sich nach Fahrzeugkategorie und Euro-Schadstoffklasse und liegen für einen Kilometer zwischen 0,20 und 0,53 Złoty. Für die Berechnung der Maut wird ein als viaBOX genanntes Gerät benötigt, das die über das Fahrzeug gespeicherten Informationen automatisch bei der Durchfahrt unter jeder Mautbrücke versendet und dadurch die elektronische Berechnung der fälligen Maut ermöglicht. Die viaBOX wird nach der Registrierung, der Unterzeichnung eines Vertrages und der Einzahlung einer Kaution von 120 Złoty (ca. 30 Euro) ausgehändigt. Zur Vermeidung von unbeabsichtigter Zahlung können an den Verkaufsstellen kostenlose Aluminium-'Safes' abgeholt werden, in denen dann die viaBOX aufbewahrt werden soll. Mautverstöße werden mit 3000 Złoty bestraft.
| Fahrzeugkategorie                                                                       | Abgasnorm                     | Abgasnorm                     | Abgasnorm                     | Abgasnorm                     |
| Fahrzeugkategorie                                                                       | max. Euro II                  | Euro III                      | Euro IV                       | min. Euro V                   |
| Autobahnen und Schnellstraßen                                                           | Autobahnen und Schnellstraßen | Autobahnen und Schnellstraßen | Autobahnen und Schnellstraßen | Autobahnen und Schnellstraßen |
| --------------------------------------------------------------------------------------- | ----------------------------- | ----------------------------- | ----------------------------- | ----------------------------- |
| Fahrzeuge bzw. Anhängergespanne mit zulässigem Gesamt(zug)gewicht zwischen 3,5 und 12 t | 0,40 Złoty/km                 | 0,35 Złoty/km                 | 0,28 Złoty/km                 | 0,20 Złoty/km                 |
| Fahrzeuge bzw. Anhängergespanne mit zulässigem Gesamt(zug)gewicht von min. 12 t         | 0,53 Złoty/km                 | 0,46 Złoty/km                 | 0,37 Złoty/km                 | 0,27 Złoty/km                 |
| Busse unabhängig vom zulässigen Gesamtgewicht                                           | 0,40 Złoty/km                 | 0,35 Złoty/km                 | 0,28 Złoty/km                 | 0,20 Złoty/km                 |
| Landesstraßen                                                                           |                               |                               |                               |                               |
| Fahrzeuge bzw. Anhängergespanne mit zulässigem Gesamt(zug)gewicht zwischen 3,5 und 12 t | 0,32 Złoty/km                 | 0,28 Złoty/km                 | 0,22 Złoty/km                 | 0,16 Złoty/km                 |
| Fahrzeuge bzw. Anhängergespanne mit zulässigem Gesamt(zug)gewicht von min. 12 t         | 0,42 Złoty/km                 | 0,37 Złoty/km                 | 0,29 Złoty/km                 | 0,21 Złoty/km                 |
| Busse unabhängig vom zulässigen Gesamtgewicht                                           | 0,32 Złoty/km                 | 0,28 Złoty/km                 | 0,22 Złoty/km                 | 0,16 Złoty/km                 |

Stand: September 2012

### Konzessionär
Parallel zum viaTOLL-System gilt auf folgenden von Konzessionären betriebenen Autobahnabschnitten weiterhin die manuelle Abgabe der Maut an gekennzeichneten Mautstellen:
- Autobahn A1: Gdańsk (Danzig) – Toruń (Thorn) (~152 km; geschlossenes System)
- Autobahn A2: Rzepin – Nowy Tomyśl (Neutomischel) – Konin
  - Rzepin – Nowy Tomyśl (~85 km; geschlossenes System)
  - Nowy Tomyśl – Poznań-Zachód (~45 km; geschlossenes System)
  - Poznań-Wschód – Konin (~75 km; teilweise offenes System)
- Autobahn A4: Katowice (Kattowitz) – Kraków (Krakau) (~61 km; offenes System)

#### Entrichtung der Maut
Die Mauttarife richten sich nach Fahrzeugkategorie und nach gefahrenen Kilometern (bei geschlossenen Systemen) bzw. nach einer von vornherein festgelegten Gebühr (bei offenem System).
| Fahrzeugkategorie | Fahrzeugkategorie | Gdańsk Transport Company Autobahn A1 | Autostrada Wielkopolska Autobahn A2 | Autostrada Wielkopolska Autobahn A2 | Autostrada Wielkopolska Autobahn A2 | Stalexport Autostrada Małopolska Autobahn A4 |
| Nr.               | Beschreibung | Gdańsk Transport Company Autobahn A1 | Rzepin – Nowy Tomyśl                | Nowy Tomyśl – Poznań-Zachód         | Poznań-Wschód – Konin               | Stalexport Autostrada Małopolska Autobahn A4 |
| ----------------- | --- | ------------------------------------ | ----------------------------------- | ----------------------------------- | ----------------------------------- | -------------------------------------------- |
| 2                 | Kraftfahrzeuge mit zwei Achsen, von denen wenigstens eine mit Zwillingsbereifung ausgestattet ist, oder mit Anhänger                                                                | 0,38 Złoty/km (71,00 Złoty)          | 0,46 Złoty/km (40,00 Złoty)         | 0,65 Złoty/km (27,00 Złoty)         | 54,00 Złoty (0,72 Złoty/km)         | 2× 15,00 Złoty (0,49 Złoty/km)               |
| 3                 | Kraftfahrzeuge mit drei Achsen Kraftfahrzeuge mit zwei Achsen, von denen wenigstens eine mit Zwillingsbereifung ausgestattet ist, mit Anhänger                                      | 0,38 Złoty/km (71,00 Złoty)          | 0,46 Złoty/km (40,00 Złoty)         | 0,98 Złoty/km (41,00 Złoty)         | 82,00 Złoty (1,09 Złoty/km)         | 2× 15,00 Złoty (0,49 Złoty/km)               |
| 4                 | Kraftfahrzeuge mit mehr als drei Achsen Kraftfahrzeuge mit drei Achsen mit Anhänger Kraftfahrzeuge mit mehr als drei Achsen mit Anhänger                                            | 0,38 Złoty/km (71,00 Złoty)          | 0,46 Złoty/km (40,00 Złoty)         | 1,51 Złoty/km (63,00 Złoty)         | 126,00 Złoty (1,68 Złoty/km)        | 2× 24,50 Złoty (0,80 Złoty/km)               |
| 5                 | Fahrzeuge nicht innerhalb der Kategorien von 1 bis 4 Fahrzeuge, deren Abmessungen, Achslast oder Gewicht die Standards in den Bestimmungen der Straßenverkehrsordnung überschreiten | 1,97 Złoty/km (298,90 Złoty)         | 0,46 Złoty/km (40,00 Złoty)         | 3,56 Złoty/km (160,00 Złoty)        | 320,00 Złoty (4,27 Złoty/km)        | 2× 24,50 Złoty (0,80 Złoty/km)               |

Stand: Juli 2014

## Geplantes neues Mautsystem
Das Ministerium für Infrastruktur und Entwicklung gab im April 2014 die Abkehr vom jetzigen manuellen Mautsystem für Fahrzeuge ≤ 3,5 Tonnen bekannt. Dies hat mit verschiedenen Problemen des jetzigen Mautsystems zu tun. Beim erhöhten Verkehrsaufkommen, vor allem während der Urlaubszeit, bildeten sich lange Staus vor den Mautstellen, die sogar bis zu 10 km betrugen. Schon geschlossene Verträge für den Ausbau der Mautstellen auf der A4 zwischen Breslau und Gliwice wurden von der GDDKiA wieder gekündigt, da die Kosten für den Ausbau in Höhe von 79,6 Mio. Złoty zu hoch seien und nach dem Ausbau eine Verbesserung der Situation nicht garantiere. Auch die Einrichtung spezieller Fahrstreifen auf den Mautstellen der Autobahnen A2 und A4 nur für Fahrzeuge, die mit dem viaAUTO-Gerät ausgestattet sind, konnte die Staus nicht auflösen, da erst ca. 10.000 Fahrzeuge mit diesem Gerät ausgestattet waren. Im Gegenteil führte der Wegfall dieser Fahrstreifen für die manuelle Mautentrichtung zur Vergrößerung der Staus vor den Mautstellen. Nach der Einführung am 15. Juli wurde dies bereits am 1. August 2014 teilweise wieder rückgängig gemacht und einige zusätzliche Maßnahmen wurden eingeführt. Da sich die Situation auf der Autobahn A1 von Danzig nach Toruń nicht verbesserte, gab das Verkehrsministerium Anfang August bekannt, dass die Mautabgabe auf diesem Abschnitt während der verbleibenden Wochenenden in den Sommerferien abgesetzt wird und die Trasse vom Freitag ab 16 Uhr bis Sonntag um 24 Uhr mautfrei durchfahren werden kann.
Derzeit arbeitet das Ministerium angeführt von Maria Wasiak an den Details des neuen Systems, das in den Jahren 2016–2017 eingeführt werden soll. Mitte September 2014 sprach sich die damalige Verkehrsministerin Elżbieta Bieńkowska für ein elektronisches Streckenmautsystem mit einer On-Board-Unit (OBU) aus. Es wurden drei mögliche Konzepte analysiert, ein elektronisches Mautsystem mit OBUs, ein elektronisches Mautsystem basierend auf Videokameras zur Kennzeichenerfassung und ein Vignettensystem. Nach den Planungen soll das System testweise auf der Autobahn A1 von Danzig nach Toruń während der Sommerferien 2015 eingeführt werden. Vollständig soll es im Jahr 2016 starten. Zu Beginn ist der kostenlose Einsatz von OBUs für 5 Mio. Fahrzeuge geplant. Zusätzlich sollen die Geräte auch vermietet werden können. Die OBUs sollen von einem oder mehreren Herstellern stammen, die in einer Ausschreibung ausgesucht werden sollen. Die Kosten für einen gefahrenen Kilometer seien auf 0,10 Złoty geplant. Die genauen Kosten der Einführung des neuen Mautsystems werden nach dem Abschluss aller Analysen bekanntgegeben. Die mögliche Ausweitung des von Kapsch betriebenen viaTOLL-Systems auf Fahrzeuge ≤ 3,5 Tonnen soll laut dem Unternehmen ca. 700–750 Mio. Złoty kosten.